# Didierea
Didierea Baill., 1880 è un genere di piante della famiglia Didiereaceae, endemico del Madagascar.

## Tassonomia
Il genere comprende 2 specie:
- Didierea madagascariensis Baill., 1880
- Didierea trollii Capuron & Rauh, 1961